# Gabriel Severus

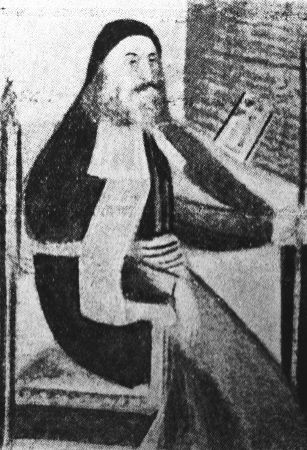
Gabriel Severus

Gabriel Severus (1541–1616) – grecki teolog prawosławny.
Studiował w Padwie. Od 1573 pracował jako kapłan na Krecie. Był jednym z najbardziej uczonych teologów nowego Kościoła greckiego. Pisał traktaty o sakramentach, greckiej liturgii i interpretacji Ostatniej Wieczerzy. Polemizował z jezuitami uznającymi Kościół grecki za heretycki. Był przeciwny wobec wysiłków pojednania Kościoła greckiego i katolickiego. Jego główne dzieła to: Ekthesis 1627, Fides Ecclesiae orientalis 1671.